# 福尔河造船厂
福尔河造船厂（英語：Fore River Shipyard）位于美国马萨诸塞州昆西和布伦特里韦茅斯福尔河畔，是通用动力公司的子公司。
造船厂于1883年在布伦特里开始经营，1901年搬到现在的地址。1931年，造船厂被伯利恒钢铁公司收购，随后转到伯利恒造船公司。1963年，造船厂被出售给通用动力公司，1986年关闭。
造船厂建造的大部分船舶都属于美国海军，其第一份政府合同是劳伦斯号驱逐舰 (DD-8)。造船厂也为通用动力电船公司建造潜艇，包括C-1号潜艇 (SS-9)和太阳鱼号潜艇 (SSN-649)。此外，造船厂还建造了马萨诸塞号战列舰 (BB-59)
、春田號輕巡洋艦 (CL-66)和塞勒姆号重巡洋舰 (CA-139)，以及列克星敦号航空母舰 (CV-2)和列克星敦号航空母舰 (CV-16)。造船厂同时也为外国海军建造舰艇，包括五艘大日本帝国海军第一型潜艇、十艘英国皇家海军潜艇和阿根廷海军的里瓦達維亞級戰列艦。